# The Miz
Michael Gregory "Mike" Mizanin (Parma, 8 de Outubro de 1980) é um ator e lutador profissional estadunidense que atualmente trabalha para a WWE no programa Raw sob o nome de ringue The Miz.
Mizanin alcançou fama como participante do programa The Real World: Back to New York da MTV, exibido em 2001 como spinoff da série Real World/Road Rules Challenge. Mais tarde ele fez parte do elenco da quarta temporada do Tough Enough, uma competição televisionada da empresa de luta-livre profissional WWE, onde o campeão ganharia um contrato, onde ficou em segundo lugar, onde também recebeu um contrato.
Mizanin se tornou anfitrião da competição WWE Diva Search em 2006. Após a competição, Mizanin fez sua estréia no ringue em setembro de 2006 vilão, conseguindo uma sequência de vitórias antes de sofrer sua primeira derrota para The Boogeyman em dezembro. Em 2007, Miz foi transferido do SmackDown para ECW, onde se aliou com John Morrison, onde venceram o Campeonato de Duplas da WWE e o Campeonato de Duplas Mundial da WWE.
Em 2009, The Miz foi transferido para o Raw, onde venceu o Campeonato dos Estados Unidos da WWE naquele ano. Em 2010, Miz venceu o Campeonato de Duplas Unificado com Big Show, o Campeonato dos Estados Unidos pela segunda vez e o combate Money in the Bank do Raw que o garantiu um contrato pelo Campeonato da WWE, onde ele utilizou em novembro contra Randy Orton, vencendo o título e permanecendo como campeão durante seis meses, defendendo-o no evento principal da WrestleMania XXVII em 2011 contra John Cena. Em 2011, Miz também venceu o Campeonato de Duplas com Cena durante a rivalidade deles e foi classificado em primeiro lugar na PWI 500 da Pro Wrestling Illustrated. Durante os anos seguintes, Miz venceu o Campeonato Intercontinental da WWE cinco vezes e o Campeonato de Duplas uma vez com Damien Mizdow.
No total, The Miz já venceu 14 títulos na WWE, onde se tornou o vigésimo quinto lutador a conquistar a tríplice coroa, o décimo quarto a conquistar o Campeonato Grand Slam e venceu também o Prêmio Slammy duas vezes.
Em 2014, Mizanin se casou sua namorada de longa data, modelo, atriz e duas vezes Campeã das Divas da WWE, Maryse Ouellet. Em 2016, Maryse retornou a WWE como sua manager.

## Início de vida
Mizanin nasceu e cresceu em Parma, Ohio, onde estudou na Normandia High School, atuando como capitão das equipes de basquete e corrida a corta-mato. Ele também fez aulas de natação, chegando a ser membro do conselho estudantil e editor do anuário de sua escola. Após se formar na escola, Mizanin frenquentou a Universidade de Miami, onde foi membro da Fraternidade Theta Chi, onde cursou administração na Richard T. Farmer School of Business. Mizanin então se mudou para o Sul da Califórnia para frequentar aulas de teatro.

## Carreira na luta profissional

### World Wrestling Entertainment/WWE

#### Though Enough (2004)

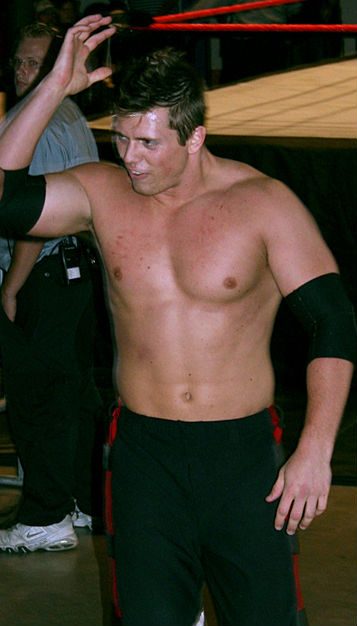
The Miz estreou na WWE como participante do Tough Enough em 2004

Em outubro de 2004, Mike Mizanin participou da quarta temporada do WWE Though Enough, uma competição televisionada onde o vencedor receberia um contrato com a World Wrestling Entertainment (WWE) e US$1,000,000 dólares. Apesar de ter ficado em último lugar em um torneio de queda de braço em 25 de novembro, Mizanin superou outros seis competidores, indo para a final da competição. Miz fez sua estréia em um pay-per-view no Armageddon, enfrentando Daniel Puder na final da competição em um combate de boxe de três rodadas. Nenhum dos dois conseguiu um nocaute, onde o resultado da competição foi feito através da reação do público. Em 16 de dezembro, no SmackDown!, Puder foi anunciado como campeão da competição através do então treinador Al Snow.

#### Deep South Wrestling (2004–2005)
Apesar de ter perdido a competição, Miz despertou interesse da WWE que o ofereceu um contrato de desenvolvimento. Mizanin foi então enviado para Deep South Wrestling (DSW) em McDonough, Georgia, para treinar com Bill DeMott. Em julho de 2005, ele lutou em dois combates preliminares para WWE, em equipe com o também ex-competidor e campeão do Tough Enough Matt Cappotelli, enfrentando The Highlanders (Robbie e Rory McAllister). Em 1 de dezembro de 2005, Mizanin derrotou Mike Knox nas finais de um torneio para determinar o campeão inaugural do Campeonato de Peso-Pesados da Deep South. Ele continuou sua parceria com Matt Cappotelli até a segunda metade de t 2005 em combates preliminares da WWE e em eventos ao vivo até Cappotelli, membro da Ohio Valley Wrestling (OVW), foi diagnosticado com um tumor no cérebro após sofrer uma lesão em dezembro de 2005.

#### Ohio Valley Wrestling (2006)
Em 3 de janeiro de 2006, foi anunciado que Mizanin estava sendo transferido para OVW. Em 18 de janeiro, Mizanin fez sua estreia como "Miz", com o segmento "Miz TV", onde era mostrado ele nos bastidores com outras personalidades da companhia. Em 28 de janeiro, The Miz lutou em seu primeiro combate individual contra Rene Dupree, mas perdeu por contagem.
Em 8 de fevereiro, Miz venceu seu primeiro título quando ele e Chris Cage derrotando Chet the Jett e Seth Skyfire pelo Campeonato de Duplas da OVW. Devido a um movimento "indisciplinar", a WWE demitiu Cage em 18 de março, fazendo Miz ser obrigado a deixar o título vago, encerrando seu reinado com 39 dias. Em 19 de março, Deuce Shade derrotou Miz em um combate individual para vencer o título por sua equipe, The Untouchables, a qual era formada com Domino.

#### Roster principal (2006–2007)
Em 7 de março de 2006, a WWE postou em seu site oificial um vídeo de The Miz, onde durante abril várias vinhetas dele foram exibidos no SmackDown. Miz estava pronto para fazer sua estréia em 21 de abril, entretanto em enredo ele foi banido de entrar na arena por Palmer Cannon que o disse que ele havia sido "cancelado" antes de guardas de segurança o esgotaram para longe.
The Miz estreou como anfitrião do SmackDown em 2 de Junho, anunciando os combates do show para animar ao público, incluindo entrevistas em bastidores e também como anfitrião de concursos de biquini. Em julho, Miz, junto com Ashley Massaro, começou a apresentar a competição atual WWE Diva Search no Raw e SmackDown. Após o final da competição, The Miz retornou exclusivamente ao SmackDown como vilão, derrotando Tatanka em seu retorno ao ringue em setembro. Após a vitória, ele começou a se proclamar "inderrotável" junto com o comentarista Michael Cole, apesar de ter lutado apenas em cinco combates nos meses seguintes, derrotando lutadores como Matt Hardy, Funaki, e Scotty 2 Hotty. Nesse momento ele começou uma rivalidade com a campeã do Diva Search Layla El, que rejeitou seus avanços em mais de uma ocasião, levando Miz a ajudar Kristal a derrotar Layla em várias ocasiões. Entretanto, Miz e Kristal começaram a serem perseguidos por The Boogeyman. Isso levou a uma rivalidade onde Boogeyman encerrou a sequência de vitórias de Miz em dezembro no evento Armageddon. Após um tempo sem aparecer nos shows, Miz retornou ao SmackDown! com seu segmento Miz TV. Após não conseguir sucesso com o segmento, Miz retornou a competir com mais intensidade obtendo uma nova sequência de vitórias.
Em 11 de junho de 2007, no Raw, Mizanin enfrentou Snitsky para dar a oportunidade do SmackDown de escolher um lutador para a divisão. Snitsky derrotou Miz para dar a oportunidade a ECW, mas após Snitsky continuar atacando Miz após ao combate o árbitro reverteu o resultado do combate, declarando Miz como campeão, onde o SmackDown escolheu Chris Masters. Miz então foi enviado do SmackDown a ECW em 17 de junho como parte do Draft Suplementar.
Miz fez sua estreia no ECW em 10 de julho em um combate contra Nunzio, onde ele ganhou. Após esse combate, Extreme Exposé começaram a expressar admiração por ele e fazer dança de colo para ele, onde ele adotou um novo personagem se proclamando "chick magnet", onde elas se tornaram suas managers no processo. Ele então começou uma rivalidade com Balls Mahoney, após Kelly Kelly começar a mostrar interesse amoroso em Mahoney. Em 2 de outubro, foi revelado que Miz possuia posse do contrato de Kelly Kelly, Layla e Brooke Adams, usando contra Kelly para impedi-la de ter contato com Mahoney. Ele foi votado para enfrentar CM Punk no Cyber Sunday pelo Campeonato do ECW, mas perdeu o combate.

#### Equipe com John Morrison (2007-2009)

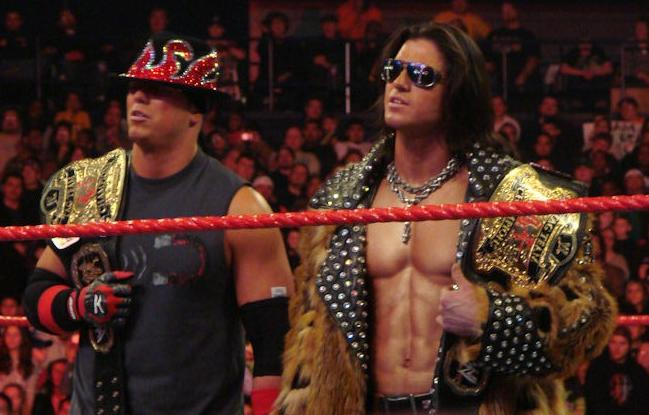
Miz e John Morrison (direita) como Campeões Mundiais de Equipes da WWE.

Em 16 de novembro no SmackDown, Miz se uniu com John Morrison derrotando Matt Hardy e Montel Vontavious Porter (MVP) pelo Campeonato Mundial de Equipes da WWE, fazendo desse o primeiro título de Miz na WWE.
Em fevereiro de 2008, Miz e Morrison receberam um segmento virtual no site da WWE chamado The Dirt Sheet onde eles zombaram de outros lutadores e personalidades da cultura pop, apenas para mostrar suas habilidades de promo. Onde eles passaram a fazer o mesmo em todas as semanas com novas versões. Ainda como campeões, Miz e Morrison retiveram os título em diversas ocasiões, onde durante esse tempo o enredo onde eles não se gostavam foi sumindo e eles começaram a se tornar amigos. Em 20 de julho, no Great American Bash, Miz e Morrison perderam os títulos em uma combate fatal-4-Way para Curt Hawkins e Zack Ryder, onde também envolvia Jesse e Festus and Finlay and Hornswoggle. Miz e Morrison seguiram em uma rivalidade com Cryme Tyme (Shad Gaspard e JTG) numa batalha entre os shows de cada um, "Word Up" e "The Dirt Sheet". Eles foram votados para um combate no Cyber Sunday, onde derrotaram Cryme Tyme. Em 13 de dezembro de 2008, Miz e Morrison derrotaram Kofi Kingston e CM Punk pelo Campeonato Mundial de Equipes da WWE durante um show ao vivo em Hamilton, Ontario, Canada. Eles então começaram a rivalizar com The Colóns (Carlito e Primo), levando a um combate preliminar na WrestleMania XXV, onde eles perderam os títulos em um combate lumberjack para unificar os títulos; Campeonato de Equipes Mundial e Campeonato de Equipes da WWE.
Em 13 de abril, no Raw, The Miz perdeu um combate para Kofi Kingston devido a uma interferência indevida de Morrison, dando ao Raw o direito de escolher um lutador de outra divisão no WWE Draft. O escolhido foi revelado ser The Miz, onde ele retaliou sua derrota atacando Morrison, encerrando a parceria entre eles.

#### Vários reinados e ShoMiz (2009–2010)

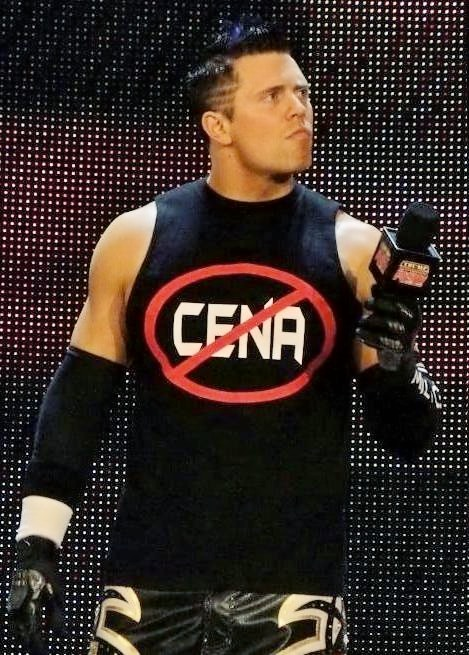
Após se desaliar de Morrison, Miz começou uma rivalidade com John Cena.

Em 27 de abril, no Raw, Miz desafiou John Cena para um combate, mas como Cena estava afastado devido uma lesão, Miz clamou-se vencedor do combate devido a "desistência" de Cena, voltando a fazer isso nas semanas seguintes até Cena derrotá-lo no The Bash. Em 3 de agosto, no Raw, Miz perdeu outro combate para Cena, onde resultou em ser banido do Staples Center, Raw e SummerSlam. Na semana seguinte, em 10 de agosto, Miz competiu sob uma mascará sob o nome de ringue "The Calgary Kid" e venceu um combate pole contra Eugene, no qual o campeão ganharia um contrato com a WWE. Miz então estreou seu movimento de finalização, Skull-Crushing Finale, usando em Eugene. Após remover a mascara e se revelar, ele cortou uma promo e estreou seu bordão "Because I'm The Miz and I'm Awesome."
Em 17 de agosto, no Raw, The Miz anunciou suas intenções pelo Campeonato dos Estados Unidos da WWE, estreando uma nova vestimenta e derrotando Evan Bourne. Ele então lutou pelo Campeonato dos Estados Unidos no Night of Champions, Breaking Point e Hell in a Cell, perdendo em todas as ocasiões. Em 5 de outubro, no Raw após o Hell in a Cell pay-per-view, The Miz recebeu uma revanche pelo título e derrotou Kofi Kingston, vencendo o campeonato pela primeira vez. Em 25 de outubro, no Bragging Rights, The Miz lutou contra o Campeão Intercontinental da WWE John Morrison em um combate interbrand. Devido ao combate, os dois então se compararam a dupla dos anos 80 The Rockers, em 16 de outubro, no SmackDown, onde debateram quem fez mais sucesso desde o fim da aliança entre eles. No Survivor Series, Miz foi capitão de sua equipe em um combate de eliminação em equipe contra a equipe de Morrison, onde ele novamente derrotou Morrison, restando apenas ele, Sheamus e Drew Mcintyre em sua equipe após o fim do combate.

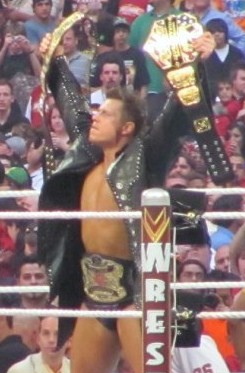
The Miz como Campeão de Duplas Unificado da WWE na WrestleMania XXVI com Big Show; Miz também era Campeão da WWE nesse momento.

Em 2010, The Miz começou uma rivalidade com MVP após ambos apontarem defeitos um do outro. Os dois se enfrentaram em um combate pelo Campeonato dos Estados Unidos no Royal Rumble, onde Miz reteve o título, mas mais tarde naquela mesma noite durante o combate royal rumble, onde MVP eliminou Miz e a si mesmo. Durante a rivalidade, Miz começou a mostrar sinais de uma aliança com Big Show, onde em 8 de fevereiro, no Raw, os dois derrotaram os Campeões de Duplas D-Generation X (Triple H e  Shawn Michaels) e Straight Edge Society (CM Punk e Luke Gallows), tornando-se os Campeões de Duplas Unificados.
Miz então se tornou mentor de Daniel Bryan na primeira temporada do NXT. Na WrestleMania XXVI, Show e Miz derrotaram John Morrison e R-Truth, retendo os títulos de Campeões de Duplas. Durante o WWE Draft em 26 de abril, no Raw, ShoMiz perderam o Campeonato de Duplas Unificados da WWE para The Hart Dynasty quando Tyson Kidd fez Miz desistir com um sharpshooter. Após o combate, Big Show atacou Miz e mais tarde foi enviado a divisão do SmackDown enquanto Miz permaneceu no Raw.
Em 10 de maio, no Raw, Kidd derrotou The Miz, no qual resultou em Miz ter de escolher um membro da The Hart Dynasty para lutar por seu Campeonato dos Estados Unidos, onde ele escolheu Bret Hart. Na noite seguinte, no Raw, Miz perdeu o título para Hart quando Chris Jericho, William Regal e Vladimir Kozlov interferiram. The Miz então teve um tumultuoso relacionamento com Bryan, que foi eliminado do NXT em 11 de maio. Entretanto, Bryan retornou na semana seguinte atacando Miz.
The Miz retornou na segunda temporada do NXT como mentor de Alex Riley, fazendo dele o único mentor a retornar ao show. Em 4 de junho, no Raw, Miz derrotou R-Truth, John Morrison e Zack Ryder em um combate fatal-4-Way pelo Campeonato dos Estados Unidos pela segunda vez em sua carreira. No pay-per-view Fatal 4-Way, Miz reteve o título contra R-Truth.

#### Campeão da WWE (2010–2011)

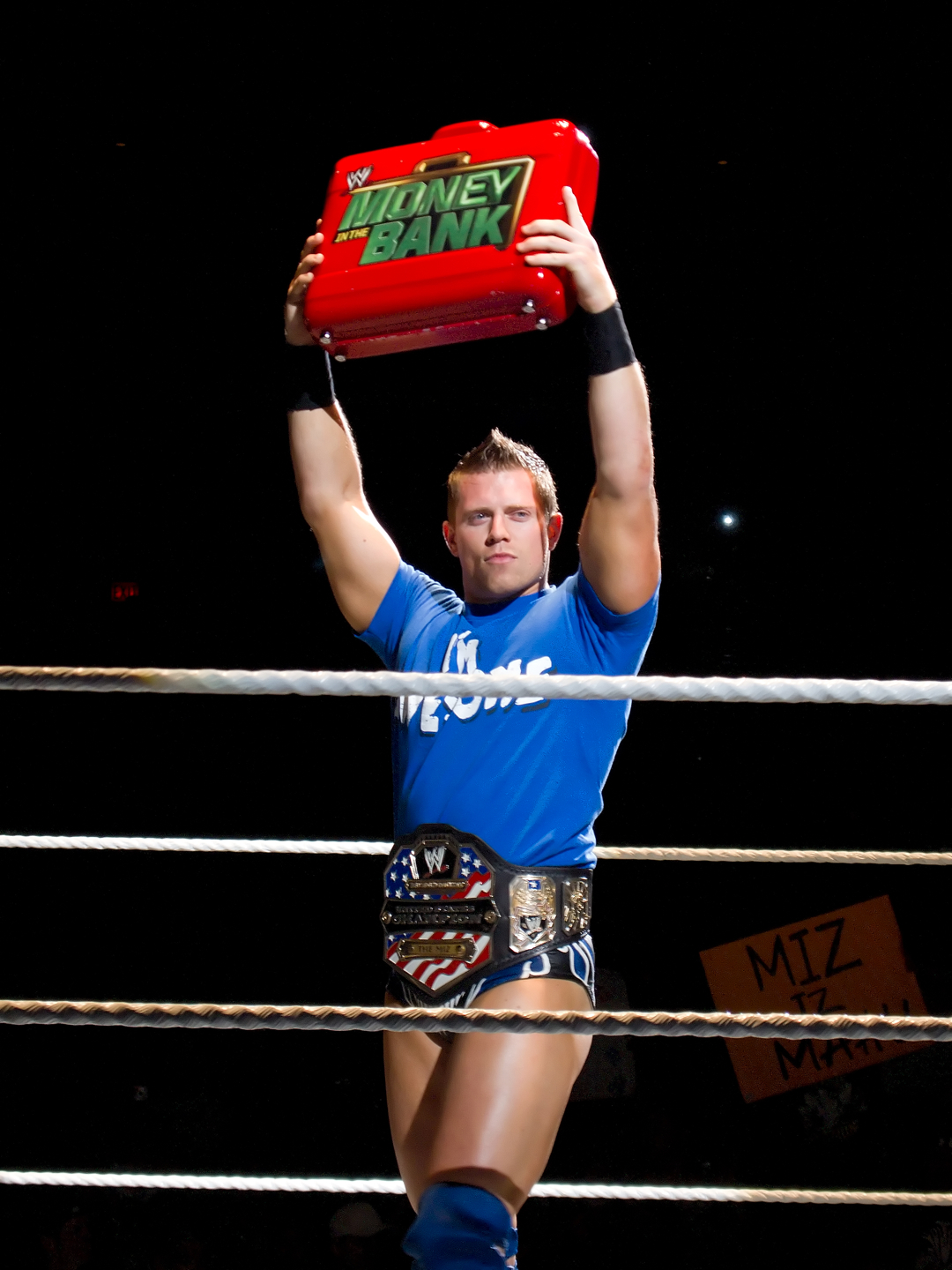
The Miz como Campeão dos Estados Unidos da WWE e com a maleta de contrato do Money in the Bank em agosto de 2010.

Em 18 de julho, no Money in the Bank pay-per-view, The Miz venceu o combate Money in the Bank, ganhando um contrato ao Campeonato da WWE no qual ele poderia invocar a qualquer momento durante um ano, tornando-se no processo o segundo superstar a vencer o combate enquanto ainda segurava um título. Nas semanas seguintes, Miz tentou derrotar o Campeão da WWE Sheamus com o contrato, mas era interrompido por outros superstars enquanto o combate ocorria. Daniel Bryan retornou a WWE no SummerSlam, substituindo Miz na Equipe WWE, levando Miz a atacá-lo. Isso levou a um combate entre eles no Night of Champions em 19 de setembro, onde Miz perdeu o título. No mês seguinte, Miz derrotou John Cena para se tornar capitão da Equipe Raw no Bragging Rights, mas no evento sua equipe (R-Truth, John Morrison, Santino Marella, Sheamus, CM Punk e Ezekiel Jackson) foram derrotados pelos superstars do SmackDown.

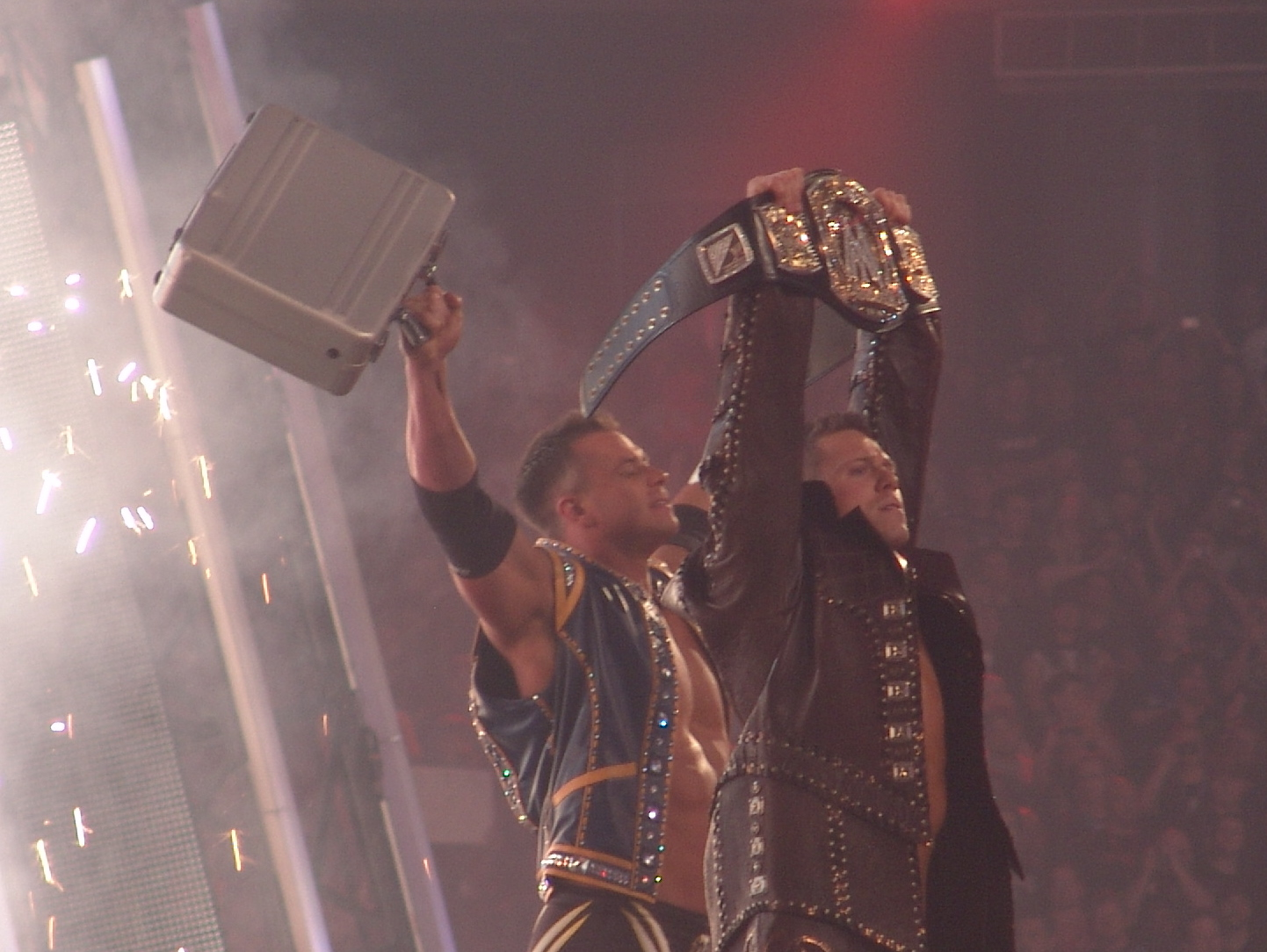
The Miz (a direita) com Alex Riley na WrestleMania XXVII.

Em 22 de novembro, no Raw, Miz usou seu contrato em Randy Orton, vencendo o Campeonato da WWE, tornando-se a primeira pessoa do Tough Enough a vencer o Campeonato da WWE. Ele então defendeu o título contra Jerry Lawler em um combate Tables, Ladders & Chairs no Raw da semana seguinte após ajuda de  Michael Cole e Riley. No TLC: Tables, Ladders & Chairs pay-per-view em dezembro, Miz novamente reteve o título ao derrotar Orton em um combate mesas após uma interferência de Riley. Miz derrotou Morrison para reter o título em um combate com contagem em qualquer lugar no primeiro Raw de 2011, e novamente derrotou Orton no Royal Rumble, após uma interferência de CM Punk e Lawler no mês seguinte no Elimination Chamber, retendo o título. Na noite seguinte após o Elimination Chamber, Miz e Cena foram colocados juntos em um combate de equipes pelo Gerente Geral do Raw contra  The Corre (Justin Gabriel e Heath Slater) pelo Campeonato de Duplas da WWE, onde Miz e Cena venceram o título, mas perderam na mesma noite em uma revanche para The Corre logo após Miz atacar Cena. Fazendo do reinado o mais curto da história do título. Na semana seguinte, Cena derrotou Riley em um combate em uma jaula de aço com a estipulação de que Riley seria demitido de seu emprego caso Cena vencesse, mas Miz contratou Riley de volta em meados de março como seu agente de Comunicações Corporativas. Em 3 de abril, no evento principal da WrestleMania XXVII, The Miz reteve o Campeonato da WWE contra Cena logo após uma interferência de The Rock. Em 1 de maio, Extreme Rules, Miz perdeu o título para Cena em combate de ameaça tripla em uma jaula de aço que envolvia John Morrison. Na noite seguinte, no Raw, Miz recebeu um revanche contra Cena, onde ele o derrotou após acertá-lo com o Campeonato da WWE sem o árbitro ver. Entretanto, enquanto Riley e Miz comemoravam a vitória o árbitro notou o título nas mãos de Riley e mudou o resultado do combate, anunciando que Cena havia vencido por desqualificação e continuaria como campeão. Miz recebeu outro combate pelo título no Over the Limit em um combate "I Quit", onde Riley usou um celular contendo uma gravação de Cena dizendo que desista, fazendo com que Miz vencesse antes do árbitro encontrar o celular e reiniciar o combate, onde Miz perdeu após desistir durante um STF de Cena.
Na noite seguinte, no Raw, o Gerente Geral anônimo anunciou que o pedido de The Miz por outro combate pelo Campeonato da WWE havia sido negado e que sua rivalidade com Cena havia acabado. Miz então culpou Riley por suas derrotas pelo título contra Cena. Na semana seguinte, em 30 de maio, no Raw, Miz demitiu Riley durante um segmento em ringue, atacando-o em seguida antes de Riley reagir e fazer Miz fugir da arena, transformando Riley no processo em um favorito dos fans. Em 19 de junho, no Capitol Punishment, Miz perdeu um combate para Riley, onde nas semanas seguintes passou a perder outros combates, incluindo combates em equipe.
Em 17 de julho, no Money in the Bank, durante o combate combate Money in the Bank do Raw, Miz fingiu uma lesão no joelho para ficar ausente do combate por um tempo, retornando mais tarde e perdendo o combate, onde Alberto Del Rio venceu. Na noite seguinte, no Raw, Miz entrou em um torneio pelo vago Campeonato da WWE, derrotando Alex Riley na primeira rodada e perdendo na semana seguinte para Rey Mysterio. No Summerslam, Miz se aliou com R-Truth e Alberto Del Rio perdendo um combate para Rey Mysterio, Kofi Kingston e John Morrison.

#### Awesome Truth (2011–2012)

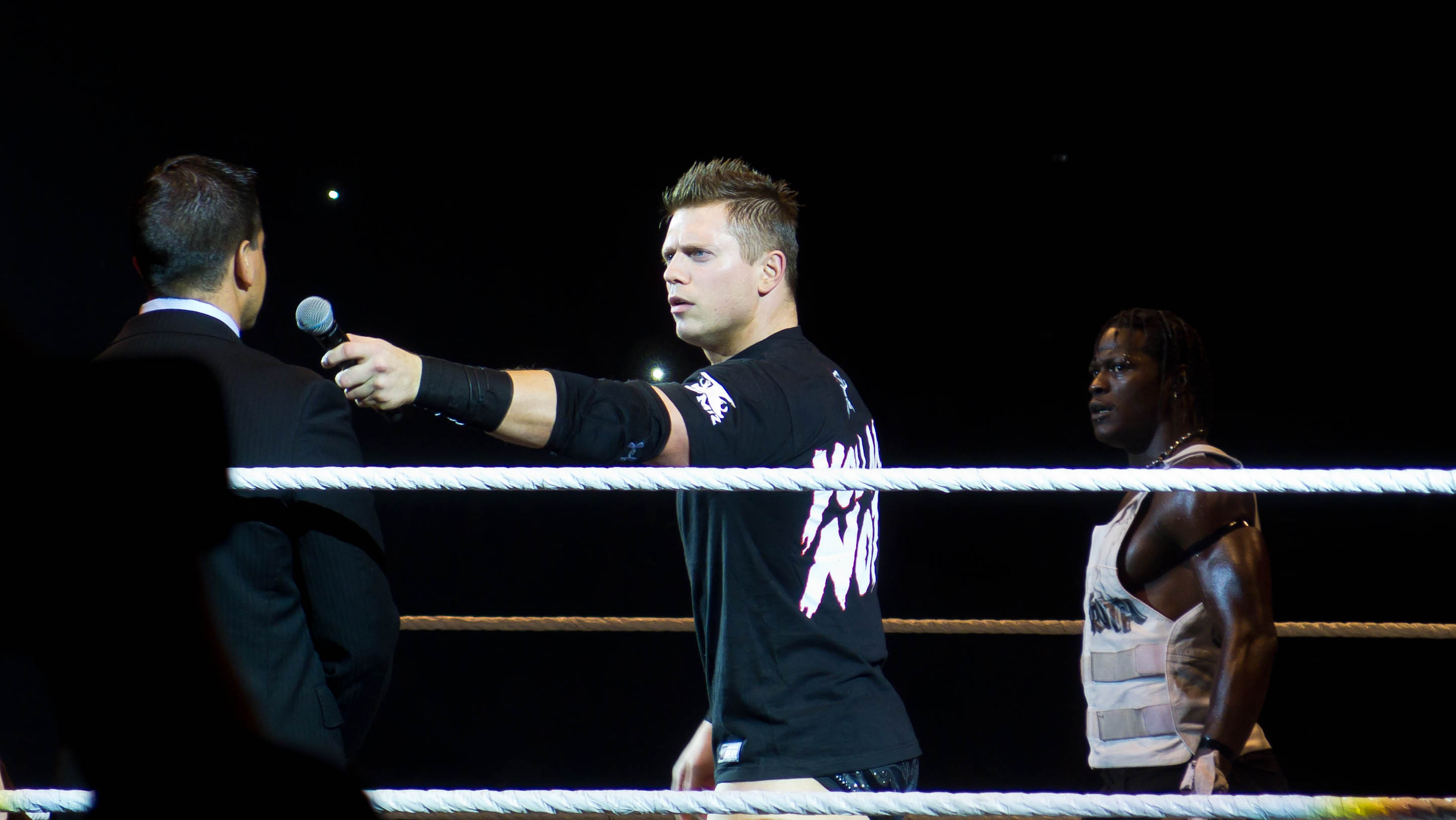
Em 2011, Miz teve uma pequena aliança chamada "Awesome Truth" com R-Truth (a direita).

Em 22 de agosto, no Raw, Miz e R-Truth atacaram Santino Marella após um combate de Marella. Eles cortaram uma promo concordando que havia uma conspiração na WWE para afastá-los do evento principal e declararam que juntos iriam fazer cada oportunidade futura valer a pena. Eles começaram a se referir a si mesmos como "The Awesome Truth". Em 29 de agosto, no Raw, Truth interferiu em um combate de Miz e atacaram CM Punk. No Night of Champions, após o árbitro se distrair enquanto Miz realizava um pinfall, Miz o atacou, causando a eles uma derrota pelo Campeonato de Duplas da WWE contra Air Boom (Kofi Kingston e Evan Bourne). Buscando por vingança, Miz e Truth atacaram Triple H e CM Punk durante um combate sem desqualificação no evento principal. Devido as ações da dupla, eles foram demitidos por Triple H na noite seguinte no Raw. Durante o evento principal do Hell in a Cell, R-Truth e Miz invadiram a arena ao pular a barricada vestindo moletom e capuz preto, entrando na Hell in a Cell e atacaram Alberto Del Rio, CM Punk, John Cena, o árbitro e câmeras. Após o acontecimento, todo o plantel da WWE veio a arena para detê-los, antes do Departamento de Polícia de Nova Orleães fazer o mesmo e prendê-los. Mais tarde, eles postaram um vídeo no canal da WWE no YouTube se desculpando por suas ações. The Miz e R-Truth então foram re-admitidos por John Laurinaitis em 10 de outubro, no Raw. No Vengeance, Miz e Truth derrotaram Punk e HHH em um combate de equipes, logo após uma interferência de um amigo de longa data de HHH, Kevin Nash. Mais tarde naquela noite, eles atacaram John Cena durante um combate pelo Campeonato da WWE com Alberto Del Rio. Em 24 de outubro, no Raw, Awesome Truth atacaram Cena e Zack Ryder, os derrotando duas semanas depois em 7 de novembro no Raw. No Survivor Series, The Awesome Truth foram derrotados por John Cena e The Rock. Em 21 de novembro, no Raw, Cena instigou Miz e Truth, tentando colocá-los um contra o outro, levando Miz a acertar seu movimento de finalização em Truth enquanto eles estavam se retirando da arena, desfazendo a aliança entre eles. Isso foi um pretexto para explicar a ausência de Truth nos shows seguintes devido a má conduta de R-Truth com a polícia de Wellness.

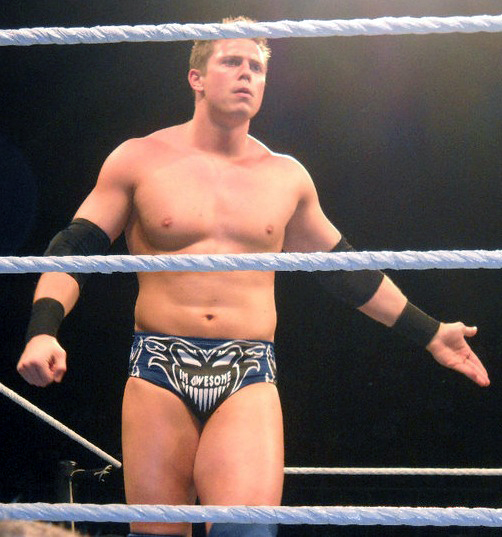
The Miz em um evento ao vivo em 2011.

Em 28 de novembro, no Raw, Miz derrotou John Morrison em um combate com contagem em qualquer lugar, após ele mais uma vez aplicar seu finalizador na rampa de aço da arena, como havia feito com Truth. Na semana seguinte, no Raw, Miz se qualificou para um combate de ameaça tripla e mesas, escadas e cadeiras contra Alberto Del Rio e CM Punk no TLC pelo Campeonato da WWE após derrotar Randy Orton por contagem. Nesse tempo, Miz perdeu para Truth em um combate individual com a estipulação de que o perdedor iria ser o primeiro participante do combate royal rumble no pay-per-view Royal Rumble em janeiro; no combate, Miz foi o participante a permanecer no combate por mais tempo, por 45 minutos, antes de ser eliminado por Big Show. Durante janeiro e fevereiro de 2012, Miz rivalizou com Truth, incluindo um combate pelo Campeonato da WWE no Elimination Chamber, no qual foi vencido por CM Punk.

#### Campeão Intercontinental (2012–2014)
No início de 2012, Miz se juntou a equipe de John Laurinaitis para um combate de equipes na WrestleMania XXVIII após salvar Laurinaitis de Santino Marella. No evento, Miz conquistou a vitória para sua equipe ao pinar Zack Ryder após interferência de Eve Torres. Em 20 de maio, Miz perdeu um combate solo contra Brodus Clay no Over the Limit.
Após dois meses de ausência, Miz retornou no Money in the Bank como participante do combate Money in the Bank pelo contrato do Campeonato da WWE, vencido por John Cena. Em 23 de julho, no Raw 1000, Miz derrotou Christian pelo Campeonato Intercontinental da WWE, tornando-se o vigésimo quinto lutador a terminar a tríplice coroa e o décimo quarto Campeão Grand Slam da WWE no processo. Miz então defendeu o título contra Christian quatro dias depois no SmackDown contra Rey Mysterio no SummerSlam, e em uma luta fatal 4-way contra Cody Rhodes, Rey Mysterio, e Sin Cara no Night of Champions, perdendo então para  Kofi Kingston no Main Event. Miz falhou em capturar o título em duas revanches, no Hell in a Cell e em 6 de novembro no SmackDown.
Após sua derrota para Kingston, The Miz tornou-se um favorito dos fãs pela primeira vez em sua carreira quando se aliou a equipe de Mick Foley no Survivor Series após confrontar Paul Heyman em 18 de novembro no Raw. No evento, Miz eliminou Wade Barrett antes de ser eliminado por Alberto Del Rio.
The Miz então começou uma rivalidade com o Campeão dos Estados Unidos Antonio Cesaro, após Cesaro insultar a América. Durante essa rivalidade Ric Flair se tornou mentor de Miz, onde Miz adotou o movimento de finalização de Ric, figure-four leglock, como finalizador. The Miz desafiou Cesaro pelo título no pré-show do Royal Rumble, no Elimination Chamber, e em 3 de março no SmackDown, mas perdeu em todas as ocasiões.
Miz então passou a rivalizar pelo Campeonato Intercontinental de Wade Barrett. Ele perdeu uma luta de ameaça tripla envolvendo Chris Jericho em 18 de março no Raw, mas derrotou Barrett em um combate não-título, recebendo outro combate pelo título. Ele então derrotou Barrett pelo título no pré-show da WrestleMania 29, perdendo o título na noite seguinte no Raw. Ele então recebeu uma revanche no Payback e no Money in the Bank.
Em 18 de agosto, The Miz foi anfitrião do SummerSlam, onde teve um desentendimento com Fandango, iniciando uma rivalidade com ele. Miz então veio a derrotar Fandango em 2 de setembro no Raw e em 15 de setembro no Night of Champions. Na noite seguinte no Raw, Miz foi atacado por Randy Orton em frente a seus pais, resultando em uma lesão no enredo, onde ele retornou em outubro perdendo para Orton. Miz então começou uma rivalidade com Kingston, derrotando-o no pré-show do Survivor Series, mas perdeu em uma luta sem desqualificação no TLC, finalizando a rivalidade. Em fevereiro, Miz começou a reclamar da sua falta de tempo na TV e clamando que deveria estar escalado para combates. Miz participou da "Batalha Real pelo Memorial de André the Giant" na WrestleMania XXX, mas foi eliminado por Santino Marella.

#### "Hollywood A-Lister" (2014–presente)

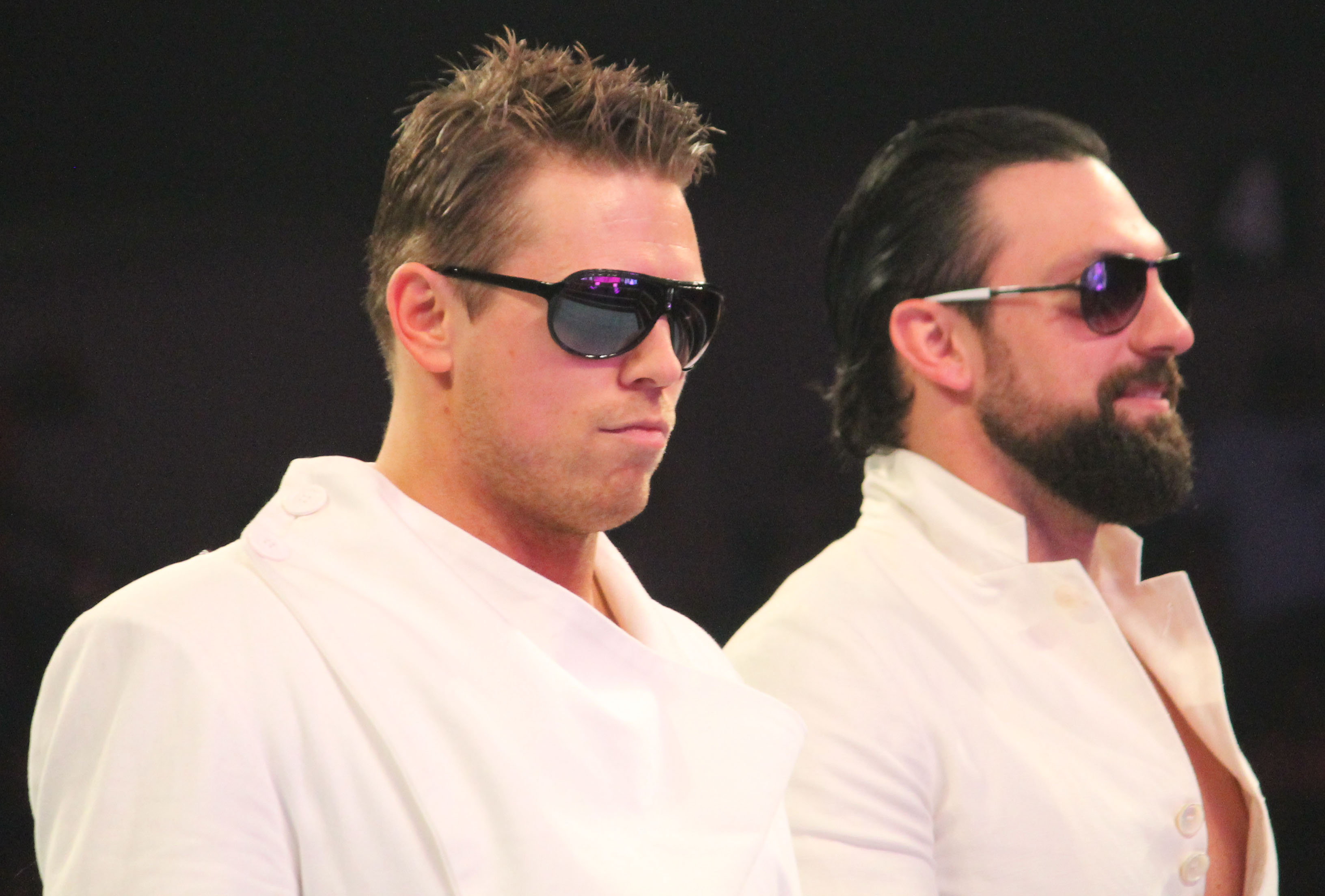
Em 2014, The Miz adotou uma personalidade arrogante de ator de filme, tendo Damien Sandow como seu "stunt double" (conhecido como Damien Mizdow)

Após dois meses de ausência filmando o The Marine 4: Moving Target, The Miz retornou em 30 de junho no Raw insultando aos fãs, adotando um personagem de estrela de cinema arrogante, onde foi interrompido por Chris Jericho. Uma semana depois, Miz foi derrotado por Chris Jericho em seu combate de retorno ao ringue. No Battleground, venceu uma batalha real após eliminar Dolph Ziggler para se tornar o novo Campeão Intercontinental da WWE pela terceira vez, e perdendo em seguida para Ziggler no SummerSlam. Mais tarde naquele mesmo mês, Damien Sandow começou a aparecer com Miz como seu stunt double (imitando todos os movimentos e maneirismos de Miz), sendo reconhecido como "Damien Mizdow". No Night of Champions, Miz derrotou Ziggler para recapturar o Campeonato Intercontinental, perdendo o título na noite seguinte no Raw. Em 29 de setembro no Raw, Miz novamente lutou pelo título em combate de ameaça tripla envolvendo Cesaro, onde Ziggler reteve. Após derrotar Sheamus várias vezes com ajuda de Mizdow, Miz o desafiou pelo Campeonato dos Estados Unidos da WWE no Hell in a Cell, mas perdeu.
No Survivor Series, Miz e Mizdow ganharam o Campeonato de Equipes da WWE ao vencerem uma combate fatal-4-Way contra The Usos, Los Matadores e os campeões Gold and Stardust. Na noite seguinte no Raw, Miz e Mizdow retiveram os título contra Gold and Stardust. Miz e Mizdow então começaram uma rivalidade com The Usos; Miz interagia com a esposa de Jimmy Uso, Naomi, oferecendo-a contato com um produtor de Hollywood para promover seu videoclipe. No TLC, The Usos derrotaram Miz e Mizdow por desqualificação após Miz atingir Jimmy Uso com um Prêmio Slammy. Em 29 de dezembro, no Raw, Miz e Mizdow perderam os títulos para The Usos. Miz e Mizdow sem sucesso começaram a tentar recuperar os títulos em combates em 9 de Janeiro no SmackDown e no evento Royal Rumble. Miz foi o primeiro participante a entrar no combate royal rumble, e foi eliminado por Bubba Ray Dudley. Mizdow entrou em vigésimo primeiro, onde Miz tentou substituir Mizdow durante o combate, até Roman Reigns empurrá-lo para fora do ringue, permitindo Mizdow adentrar ao combate e rapidamente ser eliminado por Rusev. Em 9 de fevereiro, no Raw, Miz demitiu Mizdow como seu dublê, fazendo Mizdow ganhar mais atenção dos fãs, onde Miz rapidamente o contratou como seu assistente pessoal. Mizdow então serviu como seu assistente até a WrestleMania 31. Quando o filme de The Miz foi lançado em abril, The Marine 4: Moving Target, Miz desrespeitou a importância de Summer Rae para o filme, na qual se aliou com Mizdow. Em 20 de abril, no Raw, Miz enfrentou Mizdow em um combate onde o campeão iria ter a posse do nome Miz, onde ele venceu após ajuda de Rae, que revelou sempre ter estado ao seu lado.
Após Big Show e Miz interferirem cada um no combate do outro pelo Campeonato Intercontinental contra Ryback, todos os três lutaram pelo título no SummerSlam, onde Ryback reteve. Em janeiro de 2016, no Royal Rumble, Miz competiu no combate Royal Rumble, também estando nos comentários antes de adentrar ao combate e ser eliminado. Após várias semanas de atrito entre Miz, Sami Zayn, Ziggler e o Campeão Intercontinental Kevin Owens, Miz os enfrentou em um combate de escadas pelo título na WrestleMania 32, o qual foi vencido por Zack Ryder, onde também envolvia Sin Cara e Stardust. No dia seguinte no Raw, Miz venceu o título pela quinta vez após sua esposa Maryse retornar a WWE e estapear o pai de Ryder que estava na arena assistindo ao combate, permitindo Miz vencer enquanto Ryder estava distraído. Três dias depois no SmackDown, Miz reteve o título após derrotar Ryder em uma revance após Maryse interferir mais uma vez. Miz e Maryse então começaram a cortar várias promos durante segmentos do "Miz TV" enquanto se proclamavam "It" Couple. Em 1 de maio, no Payback, Miz derrotou Cesaro para reter o título após uma interferência de Kevin Owens que assistia ao combate na mesa de comentaristas com Sami Zayn. Em 22 de maio no Extreme Rules, Miz reteve o título em um combate combate fatal-4-Way envolvendo Cesaro, Zayn e Owens quando pinou Cesaro pela vitória. Na noite seguinte, no Raw, Miz perdeu para Cesaro um combate de qualificação para uma luta Money in the Bank no pay-per-view Money in the Bank, e três dias depois, no SmackDown, Miz defendeu seu título com sucesso contra Cesaro.

## Vida pessoal
Os pais de Mizanin são divorciados e ele tem um padrasto chamado Donni e dois meio-irmãos; Jimmy e Tonia.
Mizanin casou-se com sua namorada de longa data e também lutadora da WWE Maryse Ouellet em 20 de fevereiro de 2014, em Bahamas. O casal reside em Los Angeles, California. A primeira filha do casal, nasceu em 27 de Março de 2018.

## Carreira de ator

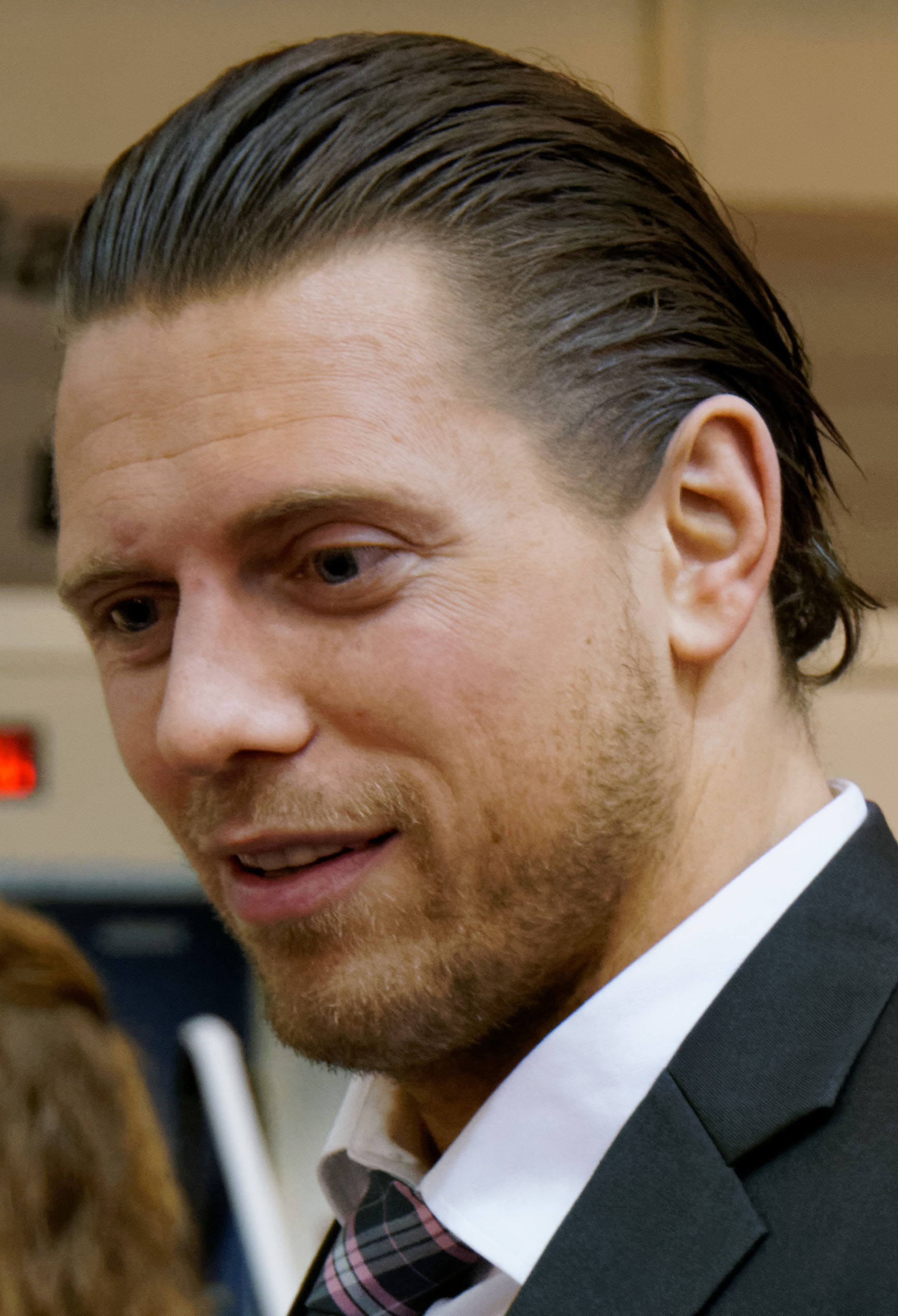
Mizanin em 2014.

Mizanin abandonou a faculdade para atuar na décima temporada do reality show da MTV The Real World: Back to New York em 2001. Ele então apareceu em várias temporadas de spinoff das série Real World/Road Rules Challenge (junto com os participantes de Road Rules e The Real World),Battle of the Seasons, The Gauntlet, The Inferno, Battle of the Sexes 2, and The Inferno II. Exceto por Battle of the Sexes 2, Mizanin apareceu até o final de todos os desafios no qual competiu e venceu ambos Battle of the Seasons e The Inferno 2.
Após sete anos longe da The Real World/Road Rules Challenge, Mizanin retornou ao reality em 4 de abril de 2012, como anfitrião do The Challenge: Battle of the Exes na temporada final do episódio de reunião do antigo elenco.
Durante um episódio do The Real World que Mizanin criou seu alter-ego "The Miz". Em contraste com sua real personalidade normalmente calma, The Miz é uma pessoa zangada, competitiva e abstinado. Mizanin então percebeu que seu alter-ego funcionaria como gimmick na luta livre.
Em 2004, Mizanin apareceu no canal Bravo no reality show Battle of the Network Reality Stars, onde sua equipe ficou em segundo lugar. Mizanin também foi participante do episódio "Reality Stars" da competição Fear Factor, na qual ele venceu. Seu parceiro foi sua ex-namorada e companheira de elenco Trishelle Cannatella, onde eles venceram a competição. Em abril de 2007, Mizanin apareceu no game show Identity, onde ele atuou como um estranho e seu concorrente, John Kim, revelou sua verdadeira identidade como lutador profissional. Em 2008, Mizanin apareceu no seriado Ghost Hunters como um investigador especial. Em 2009, Mizanin apareceu em dois episódios do Are You Smarter Than a 5th Grader?, onde ambos episódios foram televisionados em 29 de setembro.
Em 3 de março de 2010, ele apareceu em um episódio do Destroy Build Destroy. Em 5 de outubro de 2011, Miz estrelou um episódio do  Psych. Em 31 de março de 2012, Miz apareceu no primeiro Slime Wrestling World Championship no Nickelodeon Kids' Choice Awards, perdendo para Big Show, onde resultou em ele ser jogado na banheira de lodo. Ainda no mesmo ano, Miz fez sua estréia em um filme ao atuar em The Campaign, também sendo anunciado que Miz iria estrelar no filme The Marine 3: Homefront da WWE Studios, e em outro intitulado Les Reines du Ring com Eve Torres e CM Punk. Em 2012, Mizanin estava no MDA Show of Strength com Maryse e outras celebridades. Em março de 2013 ele foi anfitrião no  Kids Choice Awards com The Rock. Em 2015, Mizanin estrelou o filme Santa's Little Helper da WWE junto com Maryse. No ano seguinte, Mizanin atuou na série de televisão Supernatural como um lutador-profissional chamado Shawn Harley que foi capturado por um outro lutador (fora da lei) que trabalhava em nome de um demônio.
Mizanin também apareceu nos vídeo-games WWE SmackDown vs. Raw 2009, WWE SmackDown vs. Raw 2010, WWE SmackDown vs. Raw 2011, WWE All Stars, WWE '12, WWE '13, WWE 2K14, WWE 2K15 e WWE 2K16.

## Na luta livre

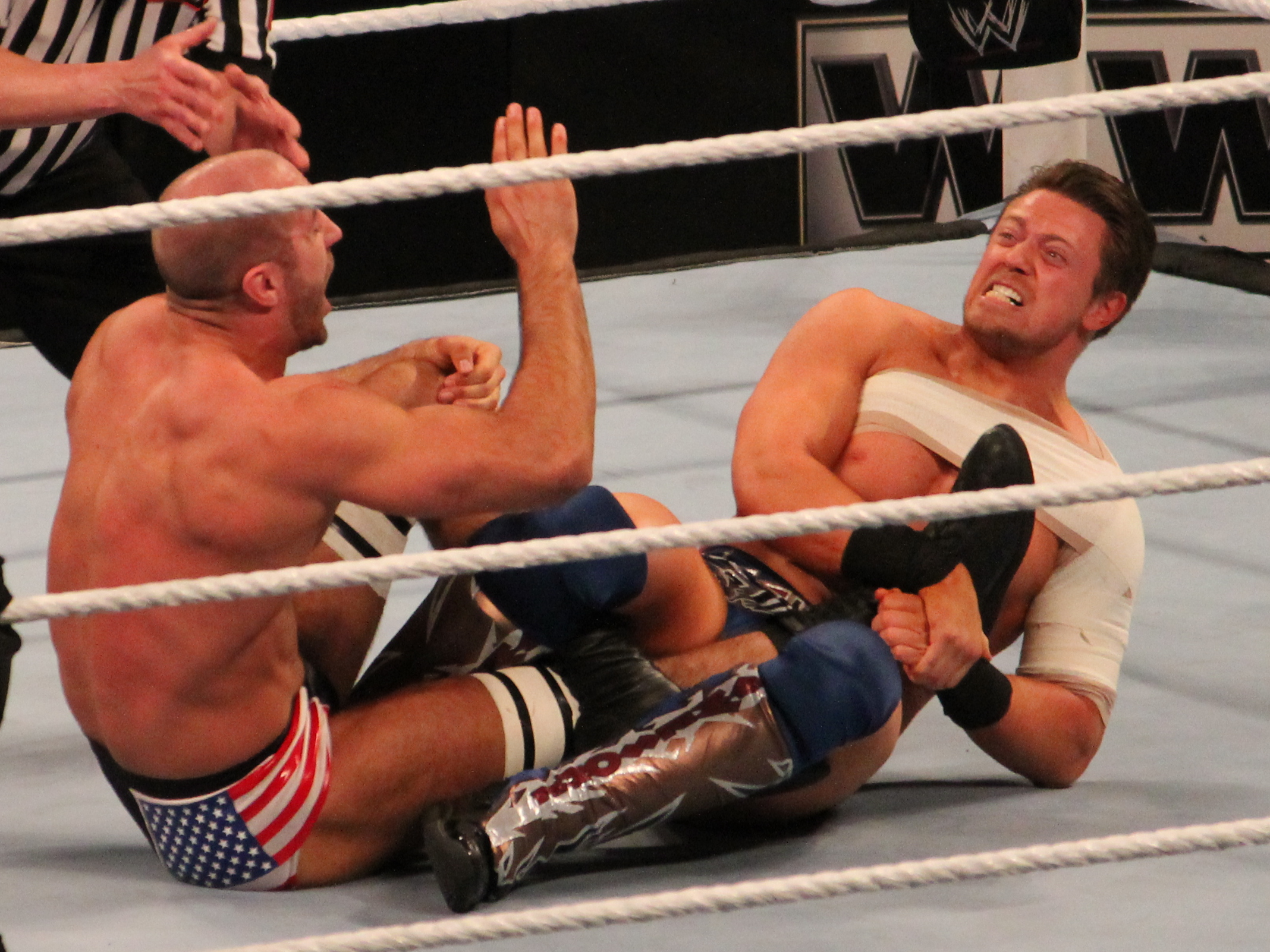
The Miz aplicando um figure-four leglock em Antonio Cesaro.

- Movimentos de finalização
  - Figure-four leglock[210] – 2013–presente - adaptado de Ric Flair
  - The Mizard of Oz (Swinging inverted DDT)[211] – 2005–07
  - Reality Check (Knee lift correndo e seguido por um neckbreaker slam)[211] – 2007–09
  - Skull-Crushing Finale (Full nelson facebuster)[3][6] – 2009–presente
- Movimentos secundários
  - Awesome Clothesline (Corner clothesline)[212][213][214][215][216]
  - Big boot, as vezes com oponente sentado[217]
  - Discus punch[218] – 2005-06
  - Diving double axe handle[219]
  - Dropkick, as vezes no joelho do oponente[214][218][220]
  - Forward Russian legsweep[216][221]  – 2009
  - Flapjack[214][215][222][223]
  - Inverted facelock backbreaker seguido por um neckbreaker slam)[217][224][225]
  - Knee lift correndo[214][216][217][226]
  - Desliza entre a perna do oponente e aplica um roll-up[227]
  - Snap DDT no oponente ajoelhado[226][228]
  - Snapmare driver[229]
  - Springboard bulldog[218] – 2005-06
- Managers
  - Alex Riley[218]
  - Ric Flair[218]
  - Roni Jonah[218][230]
  - Damien Mizdow[231]
  - Layla[218]
  - Nikki Bella[218]
  - Kelly Kelly[218]
  - Brooke[218]
  - Maryse
  - Spirit Squad
  - Curtis Axel
  - Bo Dallas
- Alcunhas
  - "The A-Lister"
  - "The Awesome One"[6]
  - "The Chick Magnet"[6]
  - "The Demon of Desire"[6]
  - "The Grand Mizard of Lust"[6]
  - "The Most Must-See WWE Superstar of All Time"[232]
  - "Mr. Money in the Bank"[233][234]
  - "The Real Deal Sex Appeal"[6]
  - "The Soldier of Seduction"[6]
- Temas de entrada
  - "Reality" por Jim Johnston[235] (2006–09; usada em competições individuais)
  - "Ain't No Make Believe" por Stonefree Experience[236] (16 de novembro de 2007 - 13 de abril de 2009; usada enquanto aliado com John Morrison)
  - "Rock Activator" por Jim Johnston (usada uma vez como The Calgary Kid em agosto de 2009)
  - "I Came to Play" por Downstait[237] (4 de janeiro de 2010 - presente; com intro de Hollywood; 30 de junho de 2014-presente)
  - "The Awesome Truth" por Jim Johnston[238] (22 de agosto de 2011 – 21 de novembro de 2011;  usada enquanto aliado com R-Truth)
  - "I Came To Crank It Up" por Downstait e Brand New Sin (usada enquanto aliado com Big Show)

## Títulos e prêmios
- Deep South Wrestling

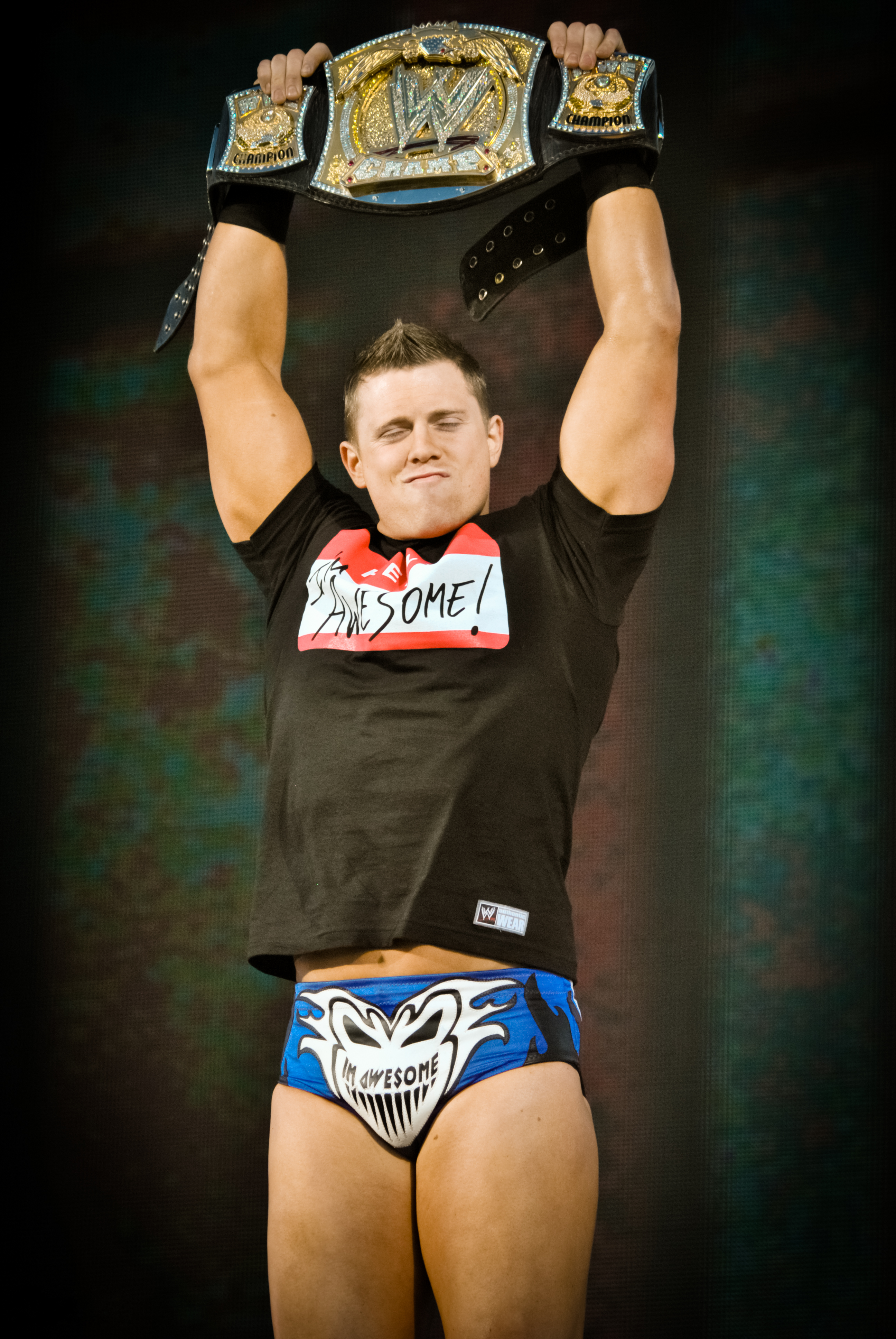
The Miz segurando o Campeonato da WWE.

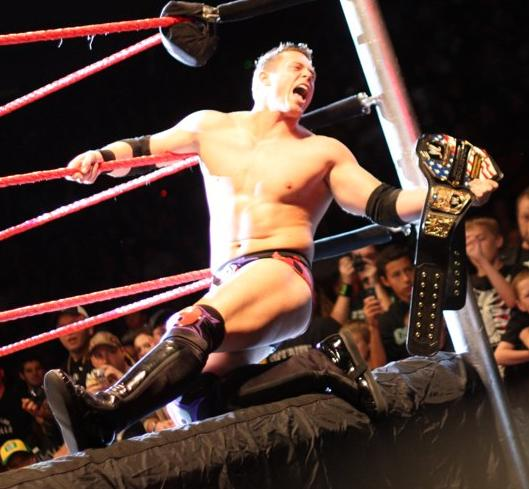
The Miz como campeão dos Estados Unidos.

  - Deep South Heavyweight Championship (1 vez)
- Ohio Valley Wrestling
  - OVW Southern Tag Team Championship (1 vez) – com Chris Cage
- Pro Wrestling Illustrated
  - Lutador Mais Odiado (2011)
  - Lutador que Mais Melhorou no Ano (2016)
  - PWI colocou-o em número 1 dos 500 melhores lutadores individuais na PWI 500 em 2011[239]
- World Wrestling Entertainment/WWE
  - WWE Championship (2 vezes)[240]
  - WWE Intercontinental Championship (8 vezes)
  - WWE United States Championship (2 vezes)
  - WWE Tag Team Championship (4 vezes) – com John Morrison (1), Big Show (1), John Cena (1) e Damien Mizdow (1)
  - World Tag Team Championship (2 vezes) – com John Morrison (1) e Big Show (1)
  - WWE Smackdown Tag Team Championship (2 vezes) – com Shane McMahon (1) e John Morrison (1)
  - Money in the Bank (2010, 2020)
  - 25º lutador a completar a Tríplice Coroa
  - 14º lutador a completar o Grand Slam
  - Slammy Award (2 vezes)
    - Dupla do Ano (2008) – com John Morrison
    - Melhor exclusivo do WWE.com (2008) "The Dirt-Sheet" – com John Morrison
- Wrestling Observer Newsletter
  - Maior melhora do ano (2008, 2009)
  - Dupla do ano (2008) – com John Morrison